# توبینسکی
توبینسکی (به لاتین: Tubinsky) یک منطقهٔ مسکونی در روسیه است که در باشقیرستان واقع شده‌است.